# Paolo Pasi
Paolo Franco Pasi (Milano, 7 luglio 1963) è un giornalista, scrittore e compositore italiano.

## Biografia
Nel 1995 vince la prima edizione del Premio Ilaria Alpi e dal 1996 lavora presso il TG3 della Rai di cui è redattore. Nel 2007 esordisce con la pubblicazione del suo primo romanzo L'estate di Bob Marley, dopo aver pubblicato negli anni precedenti diverse raccolte di racconti. È autore di due dischi musicali autoprodotti, di cui ha curato sia i testi che le musiche. Fa parte della giuria del concorso nazionale per canzoni inedite Premio Ciampi.

## Pubblicazioni
- Paolo Pasi, Ultimi messaggi dalla città, Excogita, 2000, ISBN 9788887762068.
- Paolo Pasi, Storie senza notizia, Excogita, 2003, ISBN 9788887762525.
- Paolo Pasi, Le brigate Carosello, Excogita, 2006, ISBN 9788889727119.
- Paolo Pasi, L'estate di Bob Marley, Tullio Pironti Editore, 2007, ISBN 9788879374019.
- Paolo Pasi, Memorie di un sognatore abusivo, Edizioni Spartaco, 2009, ISBN 9788896350072.
- Paolo Pasi, E il cane parlante disse bang. Storie di umani e cartoni animati, Dissensi, 2011, ISBN 9788896350201.
- Paolo Pasi, L'era di Cupidix, Edizioni Spartaco, 2015, ISBN 9788896350515.
- Paolo Pasi, La canzone dell'immortale, Dissensi, 2017, ISBN 9788896350621.
- Paolo Pasi, Ho ucciso un principio. Vita e morte di Gaetano Bresci, l'anarchico che sparò al re, Eleuthera, 2017, ISBN 9788898860784.
- Paolo Pasi, Antifascisti senza patria, Eleuthera, 2018, ISBN 9788833020204.
- Paolo Pasi, Pinelli una storia, Eleuthera, 2019, ISBN 9788833020624.